# Volkmar Kuhlee
Volkmar Kuhlee (* 24. Juni 1961 in Spremberg) ist ein ehemaliger deutscher Fußballspieler im Sturm. Er spielte für den FC Vorwärts Frankfurt (Oder) in der DDR-Oberliga und im UEFA-Pokal.

## Karriere
Kuhlee spielte in seiner Jugend von 1966 bis 1974 bei seinem Heimatverein BSG Fortschritt Spremberg. Danach wechselte er in die Jugendabteilung der BSG Energie Cottbus und blieb dort bis 1977. Anschließend schloss sich Kuhlee dem FC Vorwärts Frankfurt (Oder) an. Bereits in der Saison 1979/80 debütierte er in der Oberliga, als er am 1. März 1980 beim Ligaspiel gegen den FC Karl-Marx-Stadt in der Startelf stand. Beim 3:1-Sieg schoss er in der 21. Spielminute den Führungstreffer und somit sein erstes Tor im Profifußball. Auch an den folgenden zwei Spieltagen stand Kuhlee auf dem Platz.
In den nächsten Jahren erhielt er regelmäßig Einsatzzeit, wurde aber häufig nur eingewechselt. 1983 feierte er sein Debüt im UEFA-Pokal, als er im Hinrundenspiel der 1. Runde gegen Nottingham Forest in der 56. Minute für Rainer Pietsch eingewechselt wurde. In der Oberliga-Saison 1984/85 kam Kuhlee auf beachtliche 24 Einsätze (davon 23 in der Startelf) und erzielte dabei 13 Treffer. Beim 7:0-Kantersieg gegen die BSG Motor Suhl schoss er vier Tore. Seit der Saison galt er als Stammspieler und absolvierte die meisten Ligaspiele und schoss gelegentlich Tore. Nach dem Abstieg 1988 in die zweitklassige DDR-Liga spielte Kuhlee weiterhin für Vorwärts. Nach zwei Spielzeiten, 57 Einsätzen und zwölf Toren gelang ihm der Wiederaufstieg. Dennoch wechselte er 1991 zu Energie Cottbus, das in der drittklassigen NOFV-Oberliga spielte. Dort absolvierte Kuhlee 36 Partien und schoss 18 Tore. Bis zur Saison 1994/95 zählte er zur Stammkraft, allerdings ließ seine Trefferquote stetig nach, sodass er 1995 seine Profikarriere beendete und seither für den unterklassigen SSV Spremberg 1862 spielt.